# Stridsflygplan
Stridsflygplan är ett militärflygplan utformat efter dess stridsroll, vilket kan vara attackflygplan, jaktflygplan, spaningsflygplan eller torpedflygplan. En del stridsflygplan har även olika sekundära roller, ett exempel är JA 37 Viggen, eller vara ett så kallat enhetsflygplan, som till exempel JAS 39 Gripen.

## Typer av stridsflygplan (inkomplett)
AttackflygplanAvsedd för understöd av marktrupper eller sjöstridskrafter.
BombflygplanAvsedd för bekämpning av strategiska mål som infrastruktur, fabriker etc.
JaktflygplanKonstruerade för att främst anfalla andra flygplan.
EnhetsflygplanEtt enhetsflygplan avsett för samtliga roller, Jakt, attack, spaning.
SpaningsflygplanUtrustade för spaning, fotospaning och signalspaning.
TorpedflygplanSpeciellt konstruerade för att anfalla fartyg med torpeder.
UbåtsjaktflygplanSpeciellt konstruerade för att lokalisera och anfalla ubåtar.
Lätt attackflygplanAvsedd för bekämpning av rebeller och terrorister.